# Anoratha sinuosa
Anoratha sinuosa là một loài bướm đêm trong họ Erebidae.